# Serguéi Gálkov
Serguéi Vitálievich Gálkov –en ruso, Сергей Витальевич Галков– (9 de mayo de 1965) es un deportista ruso que compitió para la Unión Soviética en piragüismo en la modalidad de aguas tranquilas. Ganó dos medallas de bronce en el Campeonato Mundial de Piragüismo: en 1991 en la prueba de K4 500 m, y en 1993 en la prueba de K4 10 000 m.

## Palmarés internacional
| Representando a la URSS |                        |                   |             |
| Campeonato Mundial      |                        |                   |             |
| Año                     | Lugar                  | Medalla           | Evento      |
| 1991                    | París (Francia)        | Medalla de bronce | K4 500 m    |
| Representando a Rusia   |                        |                   |             |
| Campeonato Mundial      |                        |                   |             |
| Año                     | Lugar                  | Medalla           | Evento      |
| 1993                    | Copenhague (Dinamarca) | Medalla de bronce | K4 10 000 m |